# 'Til the rivers all run dry
"'Til the rivers all run dry" is een single van Don Williams uit 1976, geschreven door Williams en Wayland Holyfield. "'Til the rivers all run dry" was de vierde nummer 1-hit van Williams in de Amerikaanse Billboard Hot Country Singles, alwaar hij twaalf weken bleef staan.

## Hitlijsten
| Hitlijst (1975–1976)             | Hoogste positie |
| -------------------------------- | --------------- |
| VS Billboard Hot Country Singles | 1               |